# PRINCESS (久松史奈のアルバム)
『PRINCESS』（プリンセス）は、久松史奈8枚目のオリジナル・アルバム。

## 収録曲
- 編曲：西川進（特記以外）
- 作詞：久松史奈（特記以外）

1. プロローグ（MOON RIVER）0:36
  - 作詞：ジョニー・マーサー　
  - 作曲：ヘンリー・マンシーニ
2. Chance　4:17
  - 作曲：羽田一郎
3. Boyfriend　4:15
  - 作曲：都志見隆　
  - 編曲：西川進・SORA
4. destiny　3:47
  - 作詞：TOM
  - 作曲：首藤高広
5. MY LOVE　4:46
  - 作曲：羽田一郎
6. 東京ロックシティー1999　5:51
  - 作詞・作曲：TOM
7. 20th century star　4:45
  - 作曲：宇佐元恭一
8. Under The Moon　4:28
  - 作曲：久松史奈
9. せっかくこの世に生まれて来たのに　4:39
  - 作曲：久松史奈
10. Never say goodbye　6:55
  - 作曲：宇佐元恭一
11. YOU ARE THE ONE　5:26
  - 作曲：村上啓介